# Dřetovice
Dřetovice (Duits: Dretowitz) is een Tsjechische gemeente in de regio Midden-Bohemen en maakt deel uit van het district Kladno. Het dorp ligt op 9 km afstand van de stad Kladno.
Dřetovice telt 463 inwoners (2023).

## Etymologie
De naam Dřetovice is afgeleid van de persoonsnaam Držata. Van de 16e eeuw tot 1924 werd de naam van het dorp vaak geschreven als Vřetovice.

## Geografie
Dřetovice ligt in een ondiepe vallei op een hoogte van 250-290 meter boven zeeniveau. De meeste gebouwen staan op een helling op de rechteroever van de Dřetovickýbeek.

## Geschiedenis
De eerste schriftelijke vermelding van Dřetovice dateert van 1233, toen koning Wenceslaus I het dorp aan het klooster in Kladruby schonk.
Sinds 1960 is Dřetovice een zelfstandige gemeente binnen het Kladnodistrict.

### Královice

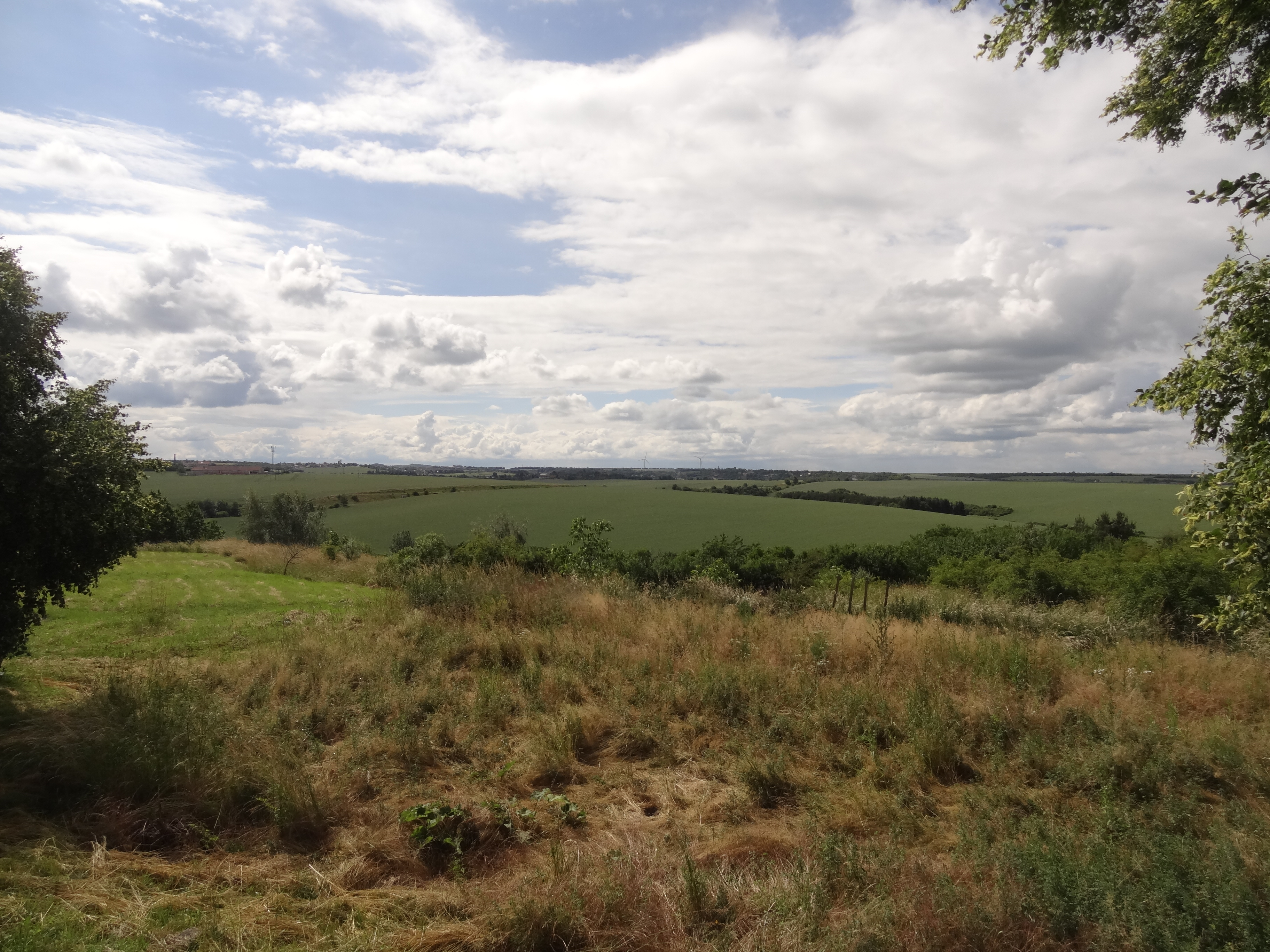
Voormalige locatie van Královice

Op de heuvel aan de zuidwestkant van Dřetovice lag in de middeleeuwen een dorp genaamd Královice dat over een fort beschikte. Het dorp werd tijdens de tweede helft van de 15e eeuw bijna geheel verwoest en verlaten nadat George van Podiebrad met zijn manschappen de inwoners had verjaagd en vermoord. Het enige overblijfsel van het dorp is de Sint-Wenceslauskerk aan de rand van Dřetovice, oorspronkelijk een kerkgebouw in romaanse stijl, doch in de 18e eeuw verbouwd en van een gotische uitstraling voorzien.

## Sport en voorzieningen
Dřetovice heeft een eigen voetbalteam genaamd SK Sparta Dřetovice en een vrijwillig brandweerkorps genaamd SDH Dřetovice.

## Verkeer en vervoer

### Autowegen
De weg II/101 loopt door de gemeente. Snelweg D7 loopt langs de rand van de gemeente. De dichtstbijzijnde snelwegafslag is 9 (Buštěhrad).

### Spoorlijnen
Station Dřetovice ligt aan spoorlijn 093 Kralupy nad Vltavou - Kladno. De lijn is een enkelsporige lijn waarop het vervoer in 1856 begon. Het station ligt 800 meter buiten het dorp.
Er halteren 15 treinen per dag.

### Buslijnen
Er halteren enkele keren per dag twee buslijnen in het dorp die Dřetovice verbinden met Kladno, Stehelčeves en Středokluky. De lijnen worden geëxploiteerd door vervoerder Malé.

## Bezienswaardigheden
- Sint-Wenceslauskerk;
- Onze-Lieve-Vrouwekapel.

## Galerij

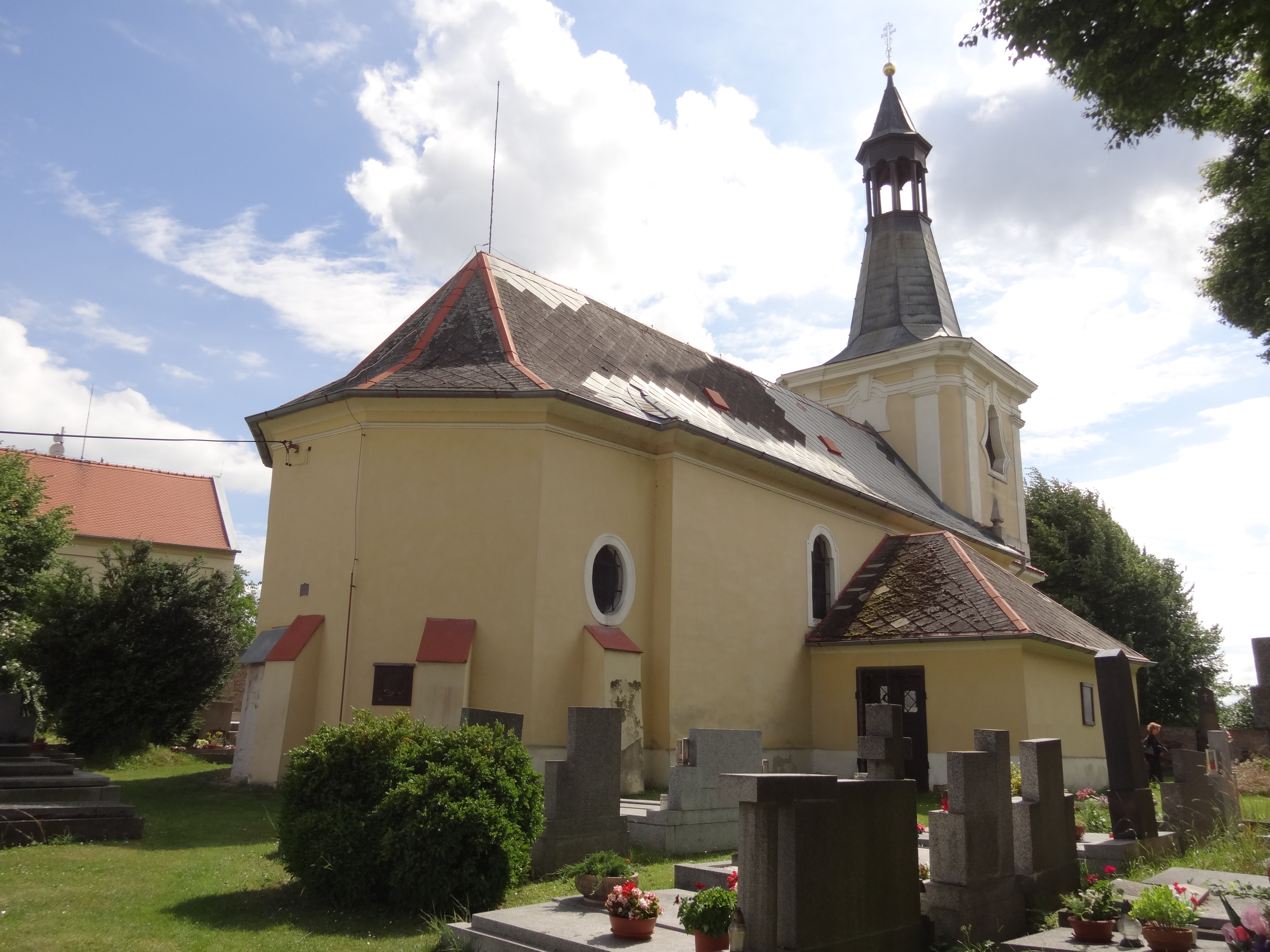
Sint-Wenceslauskerk
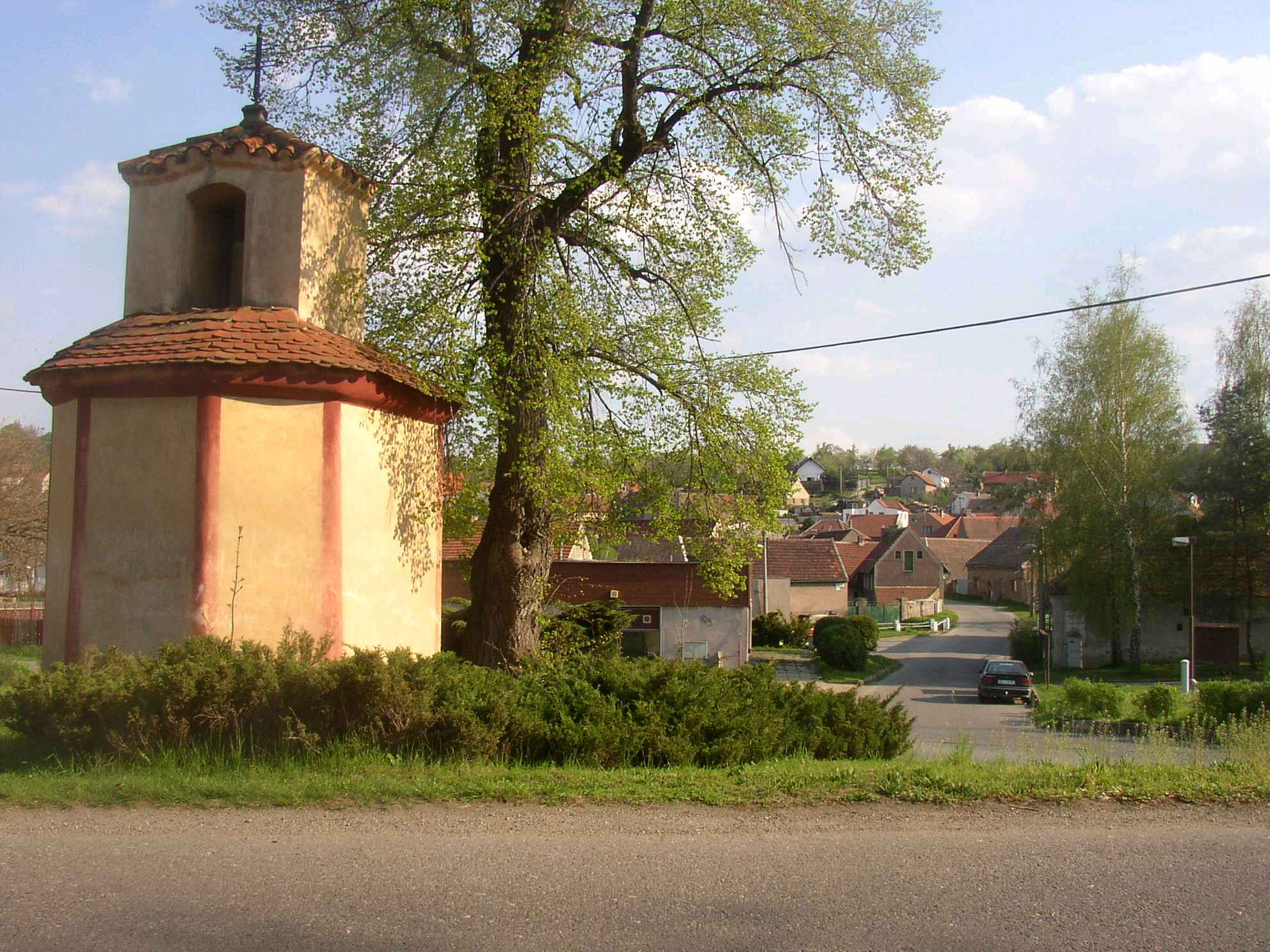
Onze-Lieve-Vrouwekapelletje
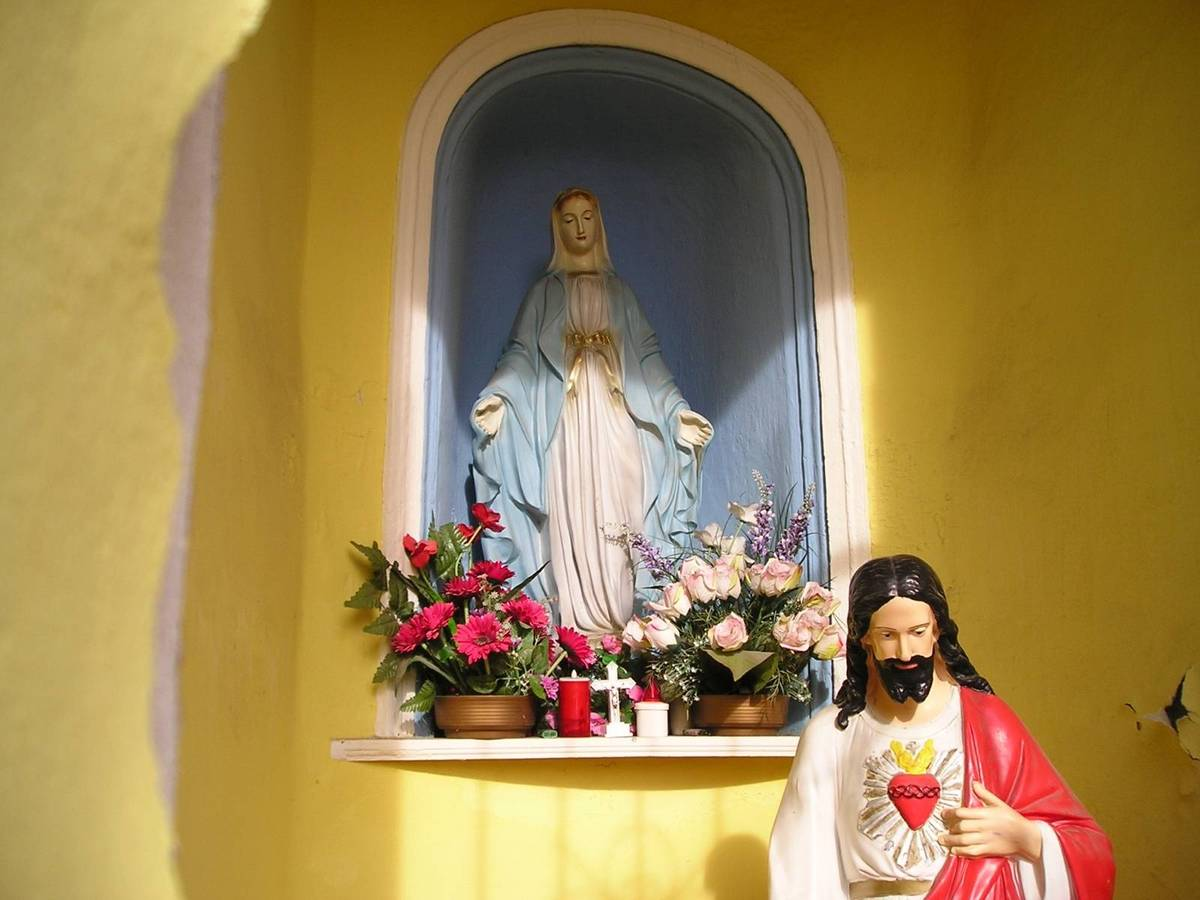
Onze-Lieve-Vrouwekapelletje van binnen
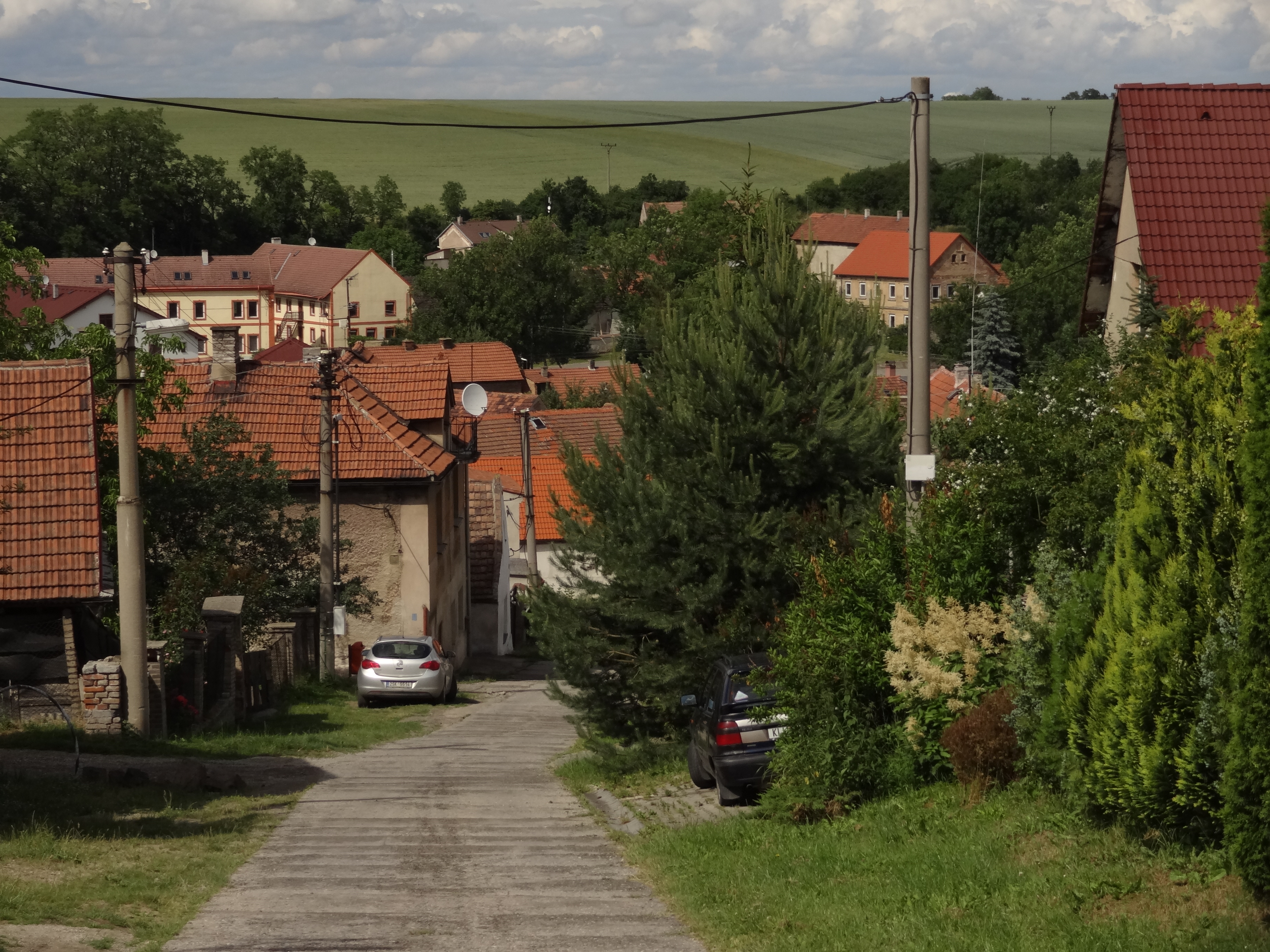
Kerkweg
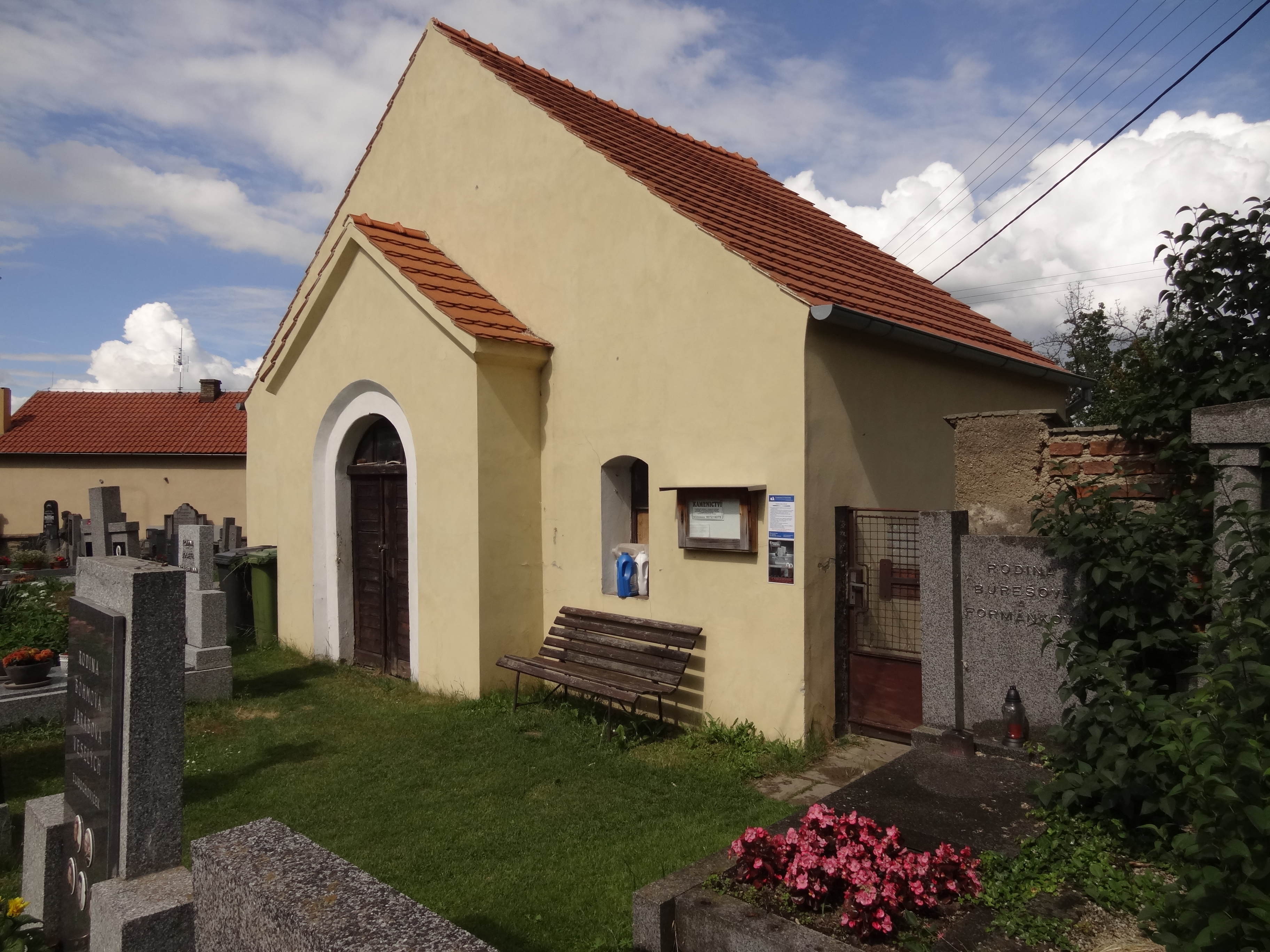
Huisje op de begraafplaats